# Yarm
Yarm este un oraș în comitatul North Yorkshire, regiunea North East, Anglia. Orașul se află în districtul unitar Stockton-on-Tees.